# Socjaldemokracja (Serbia)
Socjaldemokracja (serb. Socijaldemokratija / Социјалдемократија, SD) – serbska partia polityczna o profilu socjaldemokratycznym, działająca w latach 1997–2010.
Partia powstała w 1997 jako ugrupowanie opozycyjne wobec reżimu Slobodana Miloševicia. Założył ją generał Vuk Obradović, według różnych źródeł sponsorować miał ją przez pewien czas przedsiębiorca Bogoljub Karić. Socjaldemokracja posłużyła jej liderowi jako platforma w dwóch kolejnych wyborach prezydenckich przeprowadzanych w 1997. W 2000 partia współtworzyła Demokratyczną Opozycję Serbii, która zwyciężyła w wyborach parlamentarnych, wprowadzając 176 deputowanych do 250-osobowego Zgromadzenia Narodowego. 9 miejsc przypadło SD. Jej przewodniczący został w 2001 wicepremierem, odszedł jednak po kilku miesiącach w atmosferze skandalu seksualnego.
Pełniącym obowiązki przewodniczącego został wówczas Slobodan Orlić, który w 2002 doprowadził do zjednoczenia SD z Unią Socjaldemokratyczną i powołania Partii Socjaldemokratycznej. Zwolennicy Vuka Obradovicia zdecydowali jednak o kontynuowaniu odrębnej działalności SD pod przywództwem jej założyciela. Ugrupowanie znalazło się w 2003 poza parlamentem. W 2006 na jego czele stanął Nenad Vukasović. W 2007 SD wystawiła własną listę w wyborach krajowych, uzyskując 0,1% głosów. Działalność partii zanikła, ostatecznie została rozwiązana w 2010.